# Ton Alcover Roigé
Antoni Alcover Roige, més conegut com a Ton Alcover Roigé   (la Vilella Alta, 17 de gener de 1990), és un futbolista català que juga al CE L'Hospitalet com a migcampista. Actualment, és considerat un dels jugadors més importants de la tercera divisió espanyola.
De petit va començar a jugar a Falset, Valls i el RCD Espanyol, abans de fitxar pel FC Barcelona, que el va cedir a la UE Cornellà. Alcover va debutar professionalment amb el Gimnàstic de Tarragona quan va jugar 13 minuts contra el SD Eibar el 20 de juny de 2009, en l'última jornada de Segona divisió. També ha jugat amb el CF La Pobla de Mafumet, Sporting Maonès, Ontinyent CF, UE Llagostera, CE L'Hospitalet i la UE Sant Andreu. Va passar un total de set anys amb l'últim club esmentat i hi va conquerir la Copa Catalunya 2018-2019. Havent passat anteriorment una temporada al CE L'Hospitalet, després de jugar amb la UE Sant Andreu va decidir tornar-hi.